# Самойленко Володимир Якович
Володи́мир Я́кович Само́йленко (8 лютого 1960 — 16 червня 2016) — старший солдат Збройних сил України, учасник російсько-української війни.

## Життєпис
Народився 1960 року в місті Кременчук (Полтавська область). Проживав у місті Київ.
Брав активну участь у подіях Революції Гідності, з грудня 2013 року — у складі 8-ї афганської сотні Самооборони Майдану.
В часі війни — старший солдат 1-ї «афганської» роти 24-го батальйону територіальної оборони з першого складу (від травня 2014 року), розвідник.
Визволяв місто Щастя, брав участь у боях за Металіст, Новосвітлівку — там зазнав контузії в серпні 2014-го. Володимира відправили на лікування. На стан здоров'я також вплинули травми, яких він зазнав у ДТП на Харківщині, коли повертався до дому в лютому 2015 року. Лікувався у Харківському військовому шпиталі та шпиталі міста Ірпінь.
Після тривалого лікування помер внаслідок другого інфаркту 16 червня 2016 року.
20 червня з Володимиром попрощалися у Києві на Майдані Незалежності. Похований на Берковецькому кладовищі.
Без Володимира лишилися дружина та донька.

## Нагороди та вшанування
- указом Президента України № 161/2017 від 13 червня 2017 року «за особисту мужність і високий професіоналізм, виявлені у захисті державного суверенітету та територіальної цілісності України, вірність військовій присязі» — нагороджений орденом Богдана Хмельницького III ступеня (посмертно)[1]
- його ім'я внесене до Книги Пошани Полтавської обласної ради (березень 2018, посмертно).